# Quốc huy Croatia

Quốc huy Croatia bao gồm một tấm khiên chính và năm tấm khiên nhỏ hình thành nên một chiếc vương miện phía trên tấm khiên chính. Tấm khiên chính là hình một bàn cờ với 13 ô đỏ và 12 ô trắng. Nó thường được gọi là šahovnica (bàn cờ). Năm tấm khiên nhỏ hơn đại diện cho năm vùng lịch sử đã hình thành nên Croatia.

Croatia và šahovnica
Bang Croatia
Bang Croatia
Nhà nước độc lập Croatia
Cộng hòa Nhân dân Croatia
Cộng hòa xã hội chủ nghĩa Croatia
Croatia(1990)